# Оріо-аль-Серіо (аеропорт)
Міжнародний аеропорт Оріо-аль-Серіо (італ. L'aeroporto internazionale di Orio al Serio; IATA: BGY, ICAO: LIME, офіційна назва — аеропорт Мілан-Бергамо імені Караваджо) — аеропорт в Оріо-аль-Серіо, за 3,7 км на південний-схід від Бергамо, Італія. Він має популярність серед недорогих авіакомпаній, що пропонують рейси в Мілан (45 км від аеропорту). Оріо-аль-Серіо керується SACBO (італ. Società Aeroporto Civile Bergamo Orio al Serio).
У 2016 році аеропорт обслуговував 11 159 631 пасажирів і є третім за пасажирообігом аеропортом Італії Цей аеропорт разом з аеропортом Лінате та міжнародним аеропортом Мальпенса обслуговує Мілан.
Аеропорт є хабом для:
- Ryanair

## Авіалінії та напрямки

### Пасажирські
| Авіакомпанія                   | Пункт призначення |
| ------------------------------ | --- |
| Aegean Airlines                | Сезонний чартер: Іракліон |
| Air Arabia Egypt               | Александрія-Борг-ель-Араб Сезонний:Марса-Алам, Шарм-ель-Шейх |
| Air Arabia Maroc               | Касабланка |
| Air Cairo                      | Сезонний чартер: Марса-Алам |
| Air Dolomiti                   | Сезонний чартер: Ольбія |
| Air Italy                      | Сезонний: Ольбія |
| Air Prishtina                  | Сезонний: Приштина |
| AlbaStar                       | Сезонний чартер:Бріндізі, Катанія, Фуертевентура, Гран-Канарія, Іракліон, Ібіца, Карпатос, Кос, Ламеція-Терме, Лансароте, Лурд,Марса-Алам, Малага, Пальма-де-Мальорка, Тенерифе-Південний |
| Alitalia                       | Рим-Ф'юмічіно (з 27 липня 2019) |
| AlMasria Universal Airlines    | Каїр |
| Arkia                          | Сезонний: Тель-Авів |
| Blue Panorama Airlines         | Тирана Сезонний: Лампедуза, Пантеллерія, Сал |
| Blue Air                       | Бакеу, Бухарест, Констанца, Ясси |
| EgyptAir                       | Сезонний чартер: Шарм-ель-Шейх |
| Ernest Airlines                | Київ-Жуляни, Львів, Харків (з 21 березня 2019), Тирана Сезонний:Ібіца Сезонний чартер:Пальма-де-Мальорка |
| flybmi                         | Мюнхен |
| Laudamotion                    | Відень Сезонний: Штутгарт (з 31 березня 2019) |
| Neos                           | Сезонний чартер: Катанія (з 2 червня 2019),, Іракліон, Ібіца, Карпатос, Мерса-Матрух (з 4 червня 2019),, Менорка, Міконос (з 14 червня 2019),, Пальма-де-Мальорка, Родос |
| Nouvelair                      | Сезонний чартер: Джерба, Монастір |
| Pegasus Airlines               | Стамбул-Сабіха Гекчен |
| Pobeda                         | Москва-Внуково, Ст Петербург |
| Ryanair                        | Альгеро, Аліканте, Амман, Афіни, Барселона, Барі, Париж-Бове, Белфаст, Берлін–Шенефельд, Бордо, Братислава, Бріндізі, Бристоль, Брно, Бухарест, Будапешт, Бургас, Кальярі, Катанія, Брюссель-Шарлеруа, Кельн/Бонн, Копенгаген, Дублін, Східний Мідландс, Единбург, Ейндговен, Фес, Франкфурт, Фуертевентура, Гданськ, Гран-Канарія, Гамбург, Краків, Ламеція-Терме, Лансароте, Лісабон, Лондон-Станстед, Лондон-Саутенд (з 3 квітня 2019),, Лурд, Люксембург, Мадрид, Малага, Мальта, Манчестер, Марракеш, Неаполь, Ніш, Нюрнберг, Острава, Палермо, Пальма-де-Мальорка, Пескара, Порту, Прага, Рига, Осло-Торп, Сантьяго-де-Компостела, Севілья, Софія (з 1 квітня 2019), Стокгольм-Скавста, Таллінн, Танжер, Тель-Авів, Тенерифе-Південний, Салоніки, Тімішоара, Трапані, Валенсія, Вільнюс, Віторія, Варшава-Модлін, Веце, Вроцлав, Сарагоса Сезонний: Біллунн, Бремен, Кефалонія, Ханья, Корфу, Кротоне, Корк, Ейлат-Увда, Фару, Гетеборг, Ібіца, Каламата, Нок, Кос, Лаппеенранта, Пафос, Родос, Сантандер, Задар (з 1 квітня 2019) |
| TAROM                          | Орадеа (з 25 березня 2019) |
| TUI fly Belgium                | Сезонний: Касабланка (з 8 червня 2019) |
| Ukraine International Airlines | Київ-Бориспіль Сезонний: Чернівці, Харків |
| Via Air                        | Сезонний чартер:Іракліон, Фуертевентура, Ібіца, Лансароте, Марса-Алам, Менорка, Пальма-де-Мальорка, Родос, Шарм-ель-Шейх, Тенерифе-Південний |
| Volotea                        | Сезонний: Дубровник, Лампедуза, Ольбія, Пантеллерія, Спліт |
| Wizz Air                       | Бухарест, Кишинів, Клуж-Напока, Крайова, Гданськ, Яси, Катовіце, Софія, Сучава, Тімішоара, Варна, Варшава-Шопен |

### Вантажні
| Авіакомпанія                                         | Пункт призначення |
| ---------------------------------------------------- | --- |
| DHL Aviation                                         | Белград, Болонья, Бухарест, Будапешт, Кельн/Бонн, Женева, Любляна                                                            |
| DHL Aviation оператор European Air Transport Leipzig | Афіни, Брюссель, Будапешт, Шалонс-Ватри, Східний Мідленд, Лейпциг/Галле, Париж-Шарль де Голль, Тель-Авів-Бен-Гуріон, Тревізо |
| DHL Aviation оператор Swiftair                       | Анкона, Піза, Віторія, Східний Мідленд                                                                                       |
| UPS Airlines оператор Star Air                       | Болонья, Кельн/Бонн, Пескара                                                                                                 |

## Статистика
| Рік  | Пасажирообіг        | Авіаційний трафік | Вантажообіг      |
| ---- | ------------------- | ----------------- | ---------------- |
| 2005 | 4,356,143           | 51,635            | 136,339          |
| 2006 | 5,244,794 (+20.4%)  | 56,358 (+9.1%)    | 140,630 (+3.1%)  |
| 2007 | 5,741,734 (+9.5%)   | 61,364 (+8.9%)    | 134,449 (-4.4%)  |
| 2008 | 6,482,590 (+12.9%)  | 64,390 (+4.9%)    | 122,398 (-9.0%)  |
| 2009 | 7,160,008 (+10.4%)  | 65,314 (+1.4%)    | 100,354 (-18.0%) |
| 2010 | 7,661,061 (+7.2%)   | 67,167 (+6.3%)    | 106,050 (+6.5%)  |
| 2011 | 8,419,948 (+9.7%)   | 71,514 (+5.7%)    | 112,556 (+5.3%)  |
| 2012 | 8,801,392 (+5.5%)   | 72,420 (+4.3%)    | 116,730 (+4.0%)  |
| 2013 | 8,882,611 (+0.9%)   | 69,974 (-3.4%)    | 115,950 (-0.7%)  |
| 2014 | 8,696,085 (-2.1%)   | 66,390 (-5.1%)    | 122,488 (+5.6%)  |
| 2015 | 10,404,625 (+18.6%) | 76,078 (+12.4%)   | 121,045 (-1.8%)  |
| 2016 | 11,159,631 (+7.3%)  | 79,953 (+5.1%)    | 117,765 (-2.7%)  |
| 2017 | 12,336,137 (+10.5%) | 86,113 (+7.7%)    | 125,948 (+6.9%)  |
| 2018 | 12,938,572 (+4.9%)  | 89,533 (+4.0%)    | 123,032 (−2.3%)  |
| 2019 | 13,857,257 (+7.1%)  | 95,377 (+6.5%)    | 118,964 (−3.3%)  |
| 2020 | 3,833,063 (−72.3%)  | 38,668 (−59.5%)   | 51,543 (−56.7%)  |
| 2021 | 6,467,296 (+68.7%)  | 51,879 (+34.2%)   | 26,044 (−49.5%)  |

## Наземний транспорт
Існує декілька маршрутів автобусів до та з міського центру, включаючи експрес-автобуси. Також автобуси прямують до Бергамо, Ареццо, Болоньї, Брешіа, Монца, Туріна, аеропорту Мальпенса, Парми, Турина, Верони.